# カンデサルタン
カンデサルタン（英語: Candesartan）とは、主に高血圧の治療に使用されるアンジオテンシンII受容体拮抗薬の一つ。プロドラッグであるカンデサルタンシレキセチルがアストラゼネカや武田薬品工業からブロプレス (Blopress)、Atacand、Amias、Ratacandの商品名で市販されている。日本では武田薬品工業からブロプレス（単剤）、エカード配合錠（ヒドロクロロチアジドとの合剤）、ユニシア配合錠（アムロジピンとの合剤）が販売されている。創製は武田薬品工業で海外へは導出されている。開発コード、TCV-116。

カンデサルタンシレキセチルの構造式

## 効能・効果
高血圧症、腎実質性高血圧症、慢性心不全（軽症〜中等症）（ACE阻害薬が不適の場合のみ）
ヒトの血圧に対しては、昇圧物質としてアンジオテンシンが最も影響を与える。アンジオテンシンIは、アンジオテンシン変換酵素により、アンジオテンシンIIへと変換され、アンジオテンシンIIが受容体に結合し、心臓・血管や副腎へと作用する。カンデサルタンは、アンジオテンシンII受容体に、競争的阻害剤として結合し、血圧を降下させる。2000年代初頭のCHARM臨床試験の結果、心不全の患者が服用する事で死亡率・入院率が低下することが示された。心不全の治療ではACE阻害薬が第一選択薬であるが、カンデサルタンの併用はACE阻害薬単剤に比べて心血管疾患による入院率と死亡率を下げるほか、ACE阻害薬に不忍容な患者に対してはアンジオテンシンII受容体拮抗薬が代替薬として処方される。

### 高血圧前症
観察期間4年間の無作為化比較臨床試験でカンデサルタンと偽薬とを比較した結果、カンデサルタンは高血圧前症の患者の高血圧症発症を防止または遅延させた。観察期間前半の2年間はカンデサルタンと偽薬がランダムに割り付けられ、カンデサルタン群では高血圧症発症がほぼ2⁄3に減少した。後半の2年間は全ての患者に偽薬が投与された。臨床試験の終わりまでに、カンデサルタンは有意に高血圧リスクを低下させ、低下率は15%を上回った。重篤な副作用の発生率は、カンデサルタン群よりも偽薬群の方が高かった。

### 利尿薬との併用
チアジド系利尿薬の一つであるヒドロクロロチアジドと併用すると相乗的な降圧効果が得られる。カンデサルタン単剤8mgで充分な効果が得られない場合は、12mgに増量するよりはヒドロクロロチアジドを追加する方が良い。

## 禁忌
アリスキレン服用中の患者などには禁忌である。ただし、他の降圧治療を行ってもなお、血圧のコントロールが著しく不良の患者を除く。

## 副作用
添付文書に重大な副作用として記載されている項目は、血管浮腫、ショック、失神、意識消失、急性腎不全、高カリウム血症、肝機能障害、黄疸、無顆粒球症、横紋筋融解症、間質性肺炎、低血糖である。
また服用した患者の5%以上に立ち眩み、低血圧、ふらつき、γ-GTP上昇、貧血、BUN上昇、クレアチニン上昇、血中カリウム上昇、血中尿酸上昇、血中CK(CPK)上昇が現れる。

## 薬物動態
カンデサルタンは製剤としてはシクロヘキシル-1-ヒドロキシエチル炭酸エステル（シレキセチル）とのエステルである。カンデサルタンシレキセチルは腸壁のエステラーゼで完全に加水分解されてカンデサルタンとなり吸収される。
プロドラッグとする事でカンデサルタンの生物学的利用能は向上するものの、錠剤の利用能は約15%、アルコール溶液での利用能は42%であり、高いとはいえない。カンデサルタンのIC50は15µg/kgである。

## 開発の経緯
開発コードTCV-116と呼ばれていたカンデサルタンは日本で研究開発された。標準的なラットを用いた動物実験の結果、カンデサルタンが有効性を示した事は1992年〜1993年に公表された。ヒトを対象とした予備的臨床試験の結果が発表されたのは1993年の夏であった。

## 誇大広告
京都大学EBM共同研究センターを中心に行われた医師主導臨床研究CASE-J（2000年から2004年、心血管系障害発症抑制効果をアムロジピンと比較）の結果を巡り、データが改変されマーケティングに使用される事件が発生した。CASE-Jは国内初の医師主導大規模臨床研究で、高血圧患者4,728名が参加（解析対象4,703名）し、平均3.2年間（約1年～4年）追跡調査したものである。
販売促進資料では、主要評価項目である心血管系イベントの累積発現率は当初カンデサルタンの方がアムロジピンより高く、臨床的に劣る傾向（有意差なし：p=0.969）であったが、36ヶ月時点で逆転（カンデサルタンとアムロジピンの曲線が交叉）しており、これを「ゴールデン・クロス」と称し、長期投与によりカンデサルタンの効果が発揮される様な表現が用いられていた。しかし論文では明確な交叉は見られず、詳細な検討の結果、販売促進資料のグラフではアムロジピンのイベント累積発現率が0.08%上乗せされており、データ捏造の結果交叉が発生している事が明らかにされた。
また論文からは、カンデサルタン投与群ではアムロジピン投与群より有意に併用降圧薬が多く:Table3、カンデサルタンは多くの降圧薬と併用してもアムロジピンに劣る旨が読み取れるが、販売促進資料には一切言及がない。
更に別の広告では、効果が確認されていない「糖尿病」に対して有効であるかの様な表現がなされ、副次的解析の結果があたかも科学的な結論であるかの様に取り扱われた。
これら一連の事項について、武田薬品工業の代表取締役社長らは2014年3月に記者会見を開き謝罪したが、データの改竄や捏造については否定した。
厚生労働省は2015年6月、これらの広告を「誇大広告」に認定し、武田薬品工業に対して行政処分（業務改善命令）を行った。薬機法第66条違反としてのこの行政処分は、日本初であった。